# Paweł Miller (podpułkownik)
Paweł Miller (ur. 16 grudnia 1923 w Stołbach, zm. 14 grudnia 1992 w Sanoku) – podpułkownik Ludowego Wojska Polskiego.

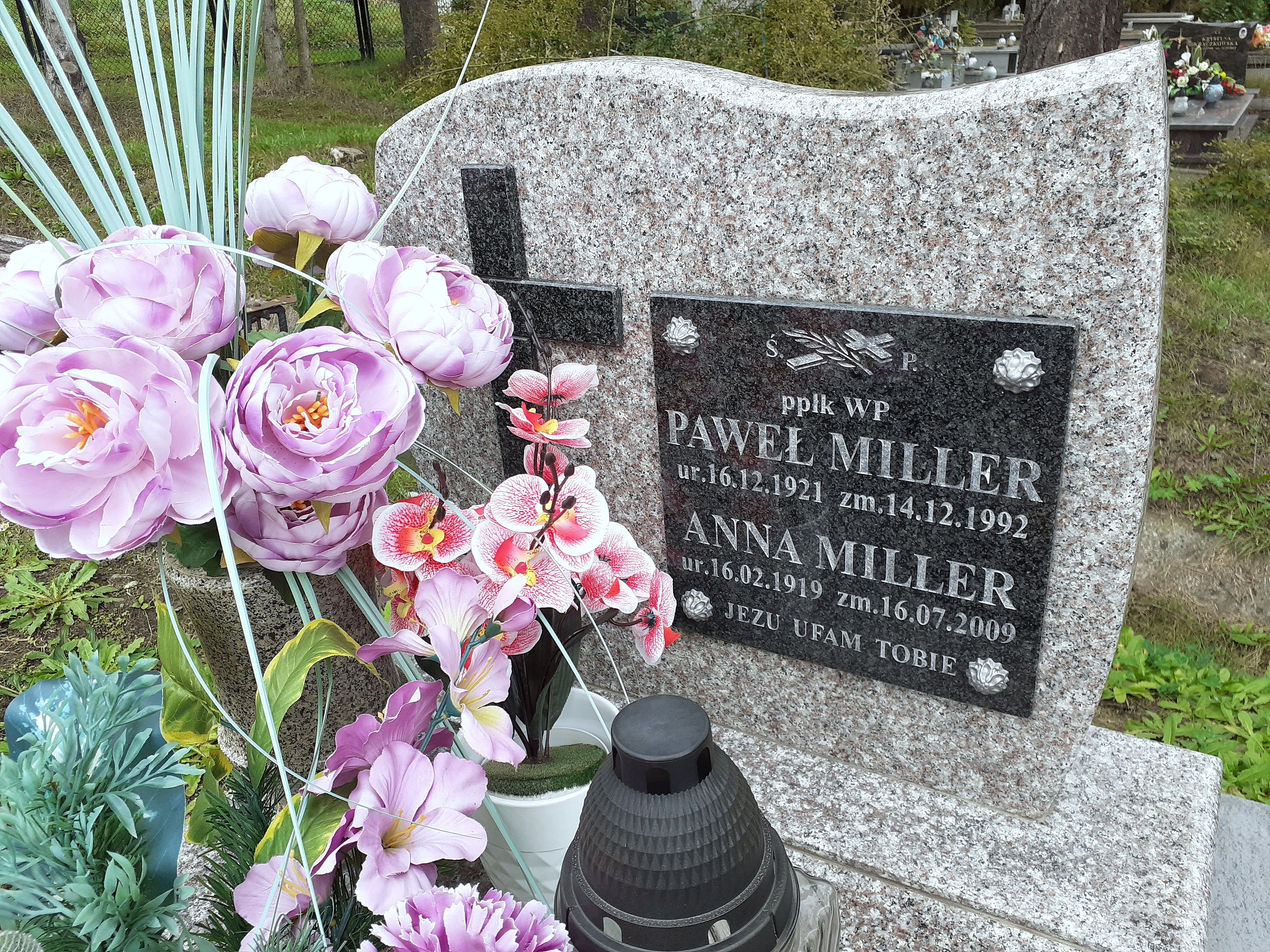
Nagrobek Pawła i Anny Millerów

## Życiorys
Urodził się 16 grudnia 1923 w Stołbach (obecnie Stowpy - ukr. Стовпи; w obwodzie żytomierskim na Ukrainie). Był synem Wincentego i Leontyny (z domu Tyśka).
Uczestniczył w walkach II wojny światowej. 16 maja 1943 został powołany do Armii Czerwonej. Od tego dnia do 16 września 1943 kształcił się w szkole podoficerskiej 97 Gwardyjskiego pułku piechoty I Frontu Białoruskiego w Semipałatyńsku. Od 17 września 1943 do 11 listopada 1944 służył w szeregach 97 p.p. w stopniach kaprala i starszego (gwardyj) sierżanta plutonowego pełniąc funkcję dowódcy drużyny i plutonu ckm. Na froncie wschodnim brał udział w walkach z Niemcami m.in. na pograniczu radziecko-litewskim. Brał udział w zdobywaniu Mińska, Wilna, Kowna. Został ranny 16 sierpnia 1944. W trakcie oblężenia Königsbergu wraz z ok. 30 innymi Polakami został odkomenderowany do Lublina i przydzielony do 26 pułku piechoty Ludowego Wojska Polskiego. Od 12 listopada 1944 służył w szeregach 34 pułku piechoty. Ukończył oficerską szkołę piechoty i w stopniu podporucznika został przydzielony do walczącego pod Budziszynem (koniec kwietnia 1945) 34 p.p., obejmując stanowisko dowódcy jednej z formacji pułku. U kresu wojny w 1945 przebywał na obszarze czechosłowackim.
Po zakończeniu wojny wraz z 34 p.p. przeszedł do miejsca garnizonowania w Sanoku. Uczestniczył w walkach o utrwalanie władzy ludowej od 9 maja 1945 do 15 września 1947: w końcowej fazie walk przeciwko oddziałom UPA do 4 września 1947 oraz brał udział w zabezpieczaniu referendum ludowego w 1946. Dowodził 9 kompanią strzelecką. Służył w Sanoku, Lesku, Baligrodzie, Hoczwi, Posadzie Leskiej, Ustrzykach Górnych. Od 15 września 1947 do 31 grudnia 1960 pracował w wojsku na stanowisku komendanta Wojskowej Komendy Rejonowej w Busku-Zdroju, w Jaśle, w Sanoku i w Ostrowcu Świętokrzyskim. W grudniu 1960 został przeniesiony do rezerwy. 22 kwietnia 1970 został awansowany na stopień podpułkownika rezerwy i pozostał w nim do końca życia.
Od 1958 należał do Związku Bojowników o Wolność i Demokrację, w 1976 wybrany przewodniczącym grupy działania nr 1 w Sanoku, 15 listopada 1976 wybrany wiceprezesem zarządu koła miejsko-gminnego w Sanoku, ponownie 23 października 1977, 11 maja 1980, 28 listopada 1982. Pełnił funkcję zastępcy prezesa koła miejskiego w Sanoku. W 1976 otrzymał zaświadczenie kombatanta. W październiku 1989 zasiadł w Zarządzie Wojewódzkim ZBoWiD w Krośnie. Został członkiem zarządu Klubu Byłych Żołnierzy Armii Radzieckiej. W Sanoku działał w Samorządzie Mieszkańców oraz w ramach Miejskiej Rady Patriotycznego Ruchu Odrodzenia Narodowego (PRON). Od 1946 należał do PPR, a od 1948 do PZPR. Był też członkiem ZBŻZ, TPPR.
Od 1946 był żonaty z pochodzącą z Sanoka Anną z domu Piróg. Oboje mieli dzieci, w tym córkę. Paweł Miller zmarł 14 grudnia 1992 w szpitalu w Sanoku wskutek zawału serca. Został pochowany na Cmentarzu Centralnym w Sanoku, gdzie spoczęła także jego żona Anna (1919-2009). W grobowcu obok został pochowany Mikołaj Kogut, kapitan Ludowego Wojska Polskiego.

## Odznaczenia
- Krzyż Srebrny Orderu Virtuti Militari (1964)[12][9][34][35][2]
- Krzyż Kawalerski Orderu Odrodzenia Polski (1984)[36][1]
- Krzyż Walecznych (1952)[12][9][37]
- Złoty Krzyż Zasługi (1959)[12][9][2]
- Medal „Za udział w walkach w obronie władzy ludowej” (1984)[36]
- Medal 40-lecia Polski Ludowej (1984)[12]
- Medal za Warszawę 1939–1945 (1947)[13]
- Medal za Odrę, Nysę, Bałtyk (1947)[12]
- Medal Zwycięstwa i Wolności 1945 (1946)[12]
- Srebrny Medal „Siły Zbrojne w Służbie Ojczyzny” (1955)[12]
- Brązowy Medal „Siły Zbrojne w Służbie Ojczyzny” (1951)[12]
- Medal 10-lecia Polski Ludowej (1954)[12]
- Srebrny Medal „Za zasługi dla obronności kraju” (1975)[12]
- Brązowy Medal „Za zasługi dla obronności kraju” (1968)[12]
- Odznaka Grunwaldzka (1946)[13]
- Odznaka 1000-lecia Państwa Polskiego (1966)[12]
- Odznaka Honorowa Polskiego Czerwonego Krzyża IV stopnia (1972)[38]
- Medal „Polakom byłym żołnierzom Armii Czerwonej” (1983)[13]
- Odznaka „Zasłużony dla Sanoka” (1980)[12][39]
- Odznaka „Zasłużony dla Bieszczad” (1983)[13]
- Odznaka „Zasłużony dla Województwa Krośnieńskiego” (1984)[13]
- Odznaka „Za Zasługi dla ZBoWiD” (1984)[13]
- Dyplom uznania za szczególne osiągnięcia (ZBoWiD, 1980)[19]
- inne odznaczenia[1], w tym radzieckie[9]
- Medal „Za zwycięstwo nad Niemcami w Wielkiej Wojnie Ojczyźnianej 1941–1945” – ZSRR (1946)[5]
- Medal „Za wyzwolenie Warszawy” – ZSRR (1948)[5]
- Medal jubileuszowy „30 lat Armii Radzieckiej i Floty” – ZSRR (1950)[5]
- Medal jubileuszowy „Czterdziestolecia zwycięstwa w Wielkiej Wojnie Ojczyźnianej 1941–1945” – ZSRR (1985)[36]